# Ex und hopp – Ein böses Spiel um Liebe, Geld und Bier
Ex und hopp – Ein böses Spiel um Liebe, Geld und Bier ist ein deutscher Fernsehfilm von Andy Bausch aus dem Jahr 1991, der im Auftrag für das ZDF produziert wurde.

## Handlung
Der Brauereimanager Heinrich Hartholz schreckt nicht davor zurück, freie Bierverleger in den Ruin zu treiben, um deren Besitz zu übernehmen. Markus Keller, Chef einer Drückerkolonne, unterstützt Hartholz in seinen kriminellen Machenschaften. Die krummen Geschäfte laufen soweit gut, bis sich Keller in die Frau eines Bierverlegers verliebt. Während Keller nunmehr Zweifel an seinen Geschäften mit Hartholz bekommt, besteht Hartholz auch auf die Umsetzung ihres aktuellen Deals.

## Hintergrund
Ex und hopp – Ein böses Spiel um Liebe, Geld und Bier wurde von August 1990 bis September 1990 in Diekirch bei Luxemburg gedreht. Er ist aber in Deutschland angesiedelt; die Autos fahren mit Kennzeichen aus dem Landkreis Kusel. Für den Film zeichnete die FFP New Media GmbH verantwortlich.
Mario Adorf erhielt für seine Rolle als Brauereimanager Heinrich Hartholz die Goldene Kamera 1991, gleichzeitig auch für Gesellschaftsspiele und Die Kaltenbach-Papiere.

## Kritik
Für die Kritiker der Fernsehzeitschrift TV Spielfilm war das „TV-Brauerdrama ziemlich stark auf Adorf zugeschnitten“ und somit eine „etwas zu eitle Personality-Show“. Sie bewerteten den Film mit einer mittleren Wertung, dem Daumen zur Seite.